# Omar Mendoza Cardona
Omar Alberto Mendoza Cardona (Lejanías, Departament del Meta, 25 de novembre de 1989) és un ciclista colombià, professional des del 2012, actualment a l'Equipo Bolivia.

## Palmarès
- 2015
  - 1r al Clásico RCN i vencedor d'una etapa
- 2016
  - 1r a la Volta a Antioquia
- 2017
  - Vencedor d'una etapa a la Volta Internacional Cova da Beira